# Washington Open
Il Washington Open, noto anche come Mubadala Citi DC Open, è un torneo tennistico che si svolge annualmente a metà estate (tra luglio e agosto)  a Washington, fa parte del circuito ATP Tour 500 nel campo maschile e del circuito WTA 500 in quello femminile.

## Storia
Inizialmente chiamato "Washington Star international" nel 1969, il torneo venne poi rinominato in "Sovran Bank Classic" e successivamente "DC National Bank Tennis Classic", "The Newsweek Tennis Classic" e "Legg Mason Classic" e "Citi Open". Il torneo si è disputato su terra verde (Har-Tru) sino al 1986 e successivamente su cemento sino a oggi, nell'impianto "William H.G. FitzGerald Tennis Center" del Rock Creek Park. Essendo stato fondato da due dei membri che diedero vita subito dopo all'associazione professionistica dei tennisti ATP, questo torneo è considerato ufficiosamente come il primo torneo del circuito ATP.
Fino al 2008 ha fatto parte del circuito ATP International Series, il quarto per importanza, ma dal 2009 con la riforma del calendario è stato promosso nel circuito ATP World Tour 500 series, equivalente all'ATP International Series Gold.
Nel 2012 il torneo maschile è stato unito a quello femminile prendendo il nome di quest'ultimo, Citi Open, diventando così un torneo per entrambe le specialità. L'edizione del 2020 non è stata disputata a causa della pandemia di COVID-19. L'edizione femminile del 2021 è stata cancellata per via della revoca della licenza da parte della WTA che l'aveva assegnata a tornei oltremare. Nel 2022 l'edizione femminile ritorna ad essere disputata e in contemporanea a quella maschile.
Dal 1º giugno 2023 Mubadala Investment Company è diventato co-sponsor del torneo, e l'evento ha cambiato nome in Mubadala Citi DC Open dopo che il torneo ha acquisito la licenza dal Silicon Valley Classic permettendogli di passare dalla categoria WTA 250 alla categoria WTA 500, il che rende il Washington Open il primo torneo combined 500 nel mondo in entrambi i calendari ATP e WTA.

## Albo d'oro

### Uomini

#### Singolare
| Anno | Vincitore                             | Avversario                            | Punteggio                             |
| ---- | ------------------------------------- | ------------------------------------- | ------------------------------------- |
| 1969 | Thomaz Koch                           | Arthur Ashe                           | 7–5, 9–7, 4–6, 2–6, 6–4               |
| 1970 | Cliff Richey                          | Arthur Ashe                           | 7–5, 6–2, 6–1                         |
| 1971 | Ken Rosewall                          | Marty Riessen                         | 6–2, 7–5, 6–1                         |
| 1972 | Tony Roche                            | Marty Riessen                         | 3–6, 7–6, 6–4                         |
| 1973 | Arthur Ashe                           | Tom Okker                             | 6–4, 6–2                              |
| 1974 | Harold Solomon                        | Guillermo Vilas                       | 1–6, 6–3, 6–4                         |
| 1975 | Guillermo Vilas (1)                   | Harold Solomon                        | 6–1, 6–3                              |
| 1976 | Jimmy Connors (1)                     | Raúl Ramírez                          | 6–2, 6–4                              |
| 1977 | Guillermo Vilas (2)                   | Brian Gottfried                       | 6–4, 7–5                              |
| 1978 | Jimmy Connors (2)                     | Eddie Dibbs                           | 7–5, 7–5                              |
| 1979 | Guillermo Vilas (3)                   | Víctor Pecci                          | 7–6, 7–6                              |
| 1980 | Brian Gottfried                       | José Luis Clerc                       | 7–5, 4–6, 6–4                         |
| 1981 | José Luis Clerc (1)                   | Guillermo Vilas                       | 7–5, 6–2                              |
| 1982 | Ivan Lendl (1)                        | Jimmy Arias                           | 6–3, 6–3                              |
| 1983 | José Luis Clerc (2)                   | Jimmy Arias                           | 6–3, 3–6, 6–0                         |
| 1984 | Andrés Gómez                          | Aaron Krickstein                      | 6–2, 6–2                              |
| 1985 | Yannick Noah                          | Martín Jaite                          | 6–4, 6–3                              |
| 1986 | Karel Nováček                         | Thierry Tulasne                       | 6–1, 7–6                              |
| 1987 | Ivan Lendl (2)                        | Brad Gilbert                          | 6–1, 6–0                              |
| 1988 | Jimmy Connors (3)                     | Andrés Gómez                          | 6–1, 6–4                              |
| 1989 | Tim Mayotte                           | Brad Gilbert                          | 3–6, 6–4, 7–5                         |
| 1990 | Andre Agassi (1)                      | Jim Grabb                             | 6–1, 6–4                              |
| 1991 | Andre Agassi (2)                      | Petr Korda                            | 6–3, 6–4                              |
| 1992 | Petr Korda                            | Henrik Holm                           | 6–4, 6–4                              |
| 1993 | Amos Mansdorf                         | Todd Martin                           | 7–6(3), 7–5                           |
| 1994 | Stefan Edberg                         | Jason Stoltenberg                     | 6–4, 6–2                              |
| 1995 | Andre Agassi (3)                      | Stefan Edberg                         | 6–4, 2–6, 7–5                         |
| 1996 | Michael Chang (1)                     | Wayne Ferreira                        | 6–2, 6–4                              |
| 1997 | Michael Chang (2)                     | Petr Korda                            | 5–7, 6–2, 6–1                         |
| 1998 | Andre Agassi (4)                      | Scott Draper                          | 6–2, 6–0                              |
| 1999 | Andre Agassi (5)                      | Evgenij Kafel'nikov                   | 7–6(3), 6–1                           |
| 2000 | Àlex Corretja                         | Andre Agassi                          | 6–2, 6–3                              |
| 2001 | Andy Roddick (1)                      | Sjeng Schalken                        | 6–2, 6–3                              |
| 2002 | James Blake                           | Paradorn Srichaphan                   | 1–6, 7–6(5), 6–4                      |
| 2003 | Tim Henman                            | Fernando González                     | 6–3, 6–4                              |
| 2004 | Lleyton Hewitt                        | Gilles Müller                         | 6–3, 6–4                              |
| 2005 | Andy Roddick (2)                      | James Blake                           | 7–5, 6–3                              |
| 2006 | Arnaud Clément                        | Andy Murray                           | 7–6(3), 6–2                           |
| 2007 | Andy Roddick (3)                      | John Isner                            | 6–4 7–6(4)                            |
| 2008 | Juan Martín del Potro (1)             | Viktor Troicki                        | 6–3, 6–3                              |
| 2009 | Juan Martín del Potro (2)             | Andy Roddick                          | 3–6, 7–5, 7–6(6)                      |
| 2010 | David Nalbandian                      | Marcos Baghdatis                      | 6–2, 7–6(4)                           |
| 2011 | Radek Štěpánek                        | Gaël Monfils                          | 6–4, 6–4                              |
| 2012 | Aleksandr Dolhopolov                  | Tommy Haas                            | 6(7)–7, 6–4, 6–1                      |
| 2013 | Juan Martín del Potro (3)             | John Isner                            | 3–6, 6–1, 6–2                         |
| 2014 | Milos Raonic                          | Vasek Pospisil                        | 6–1, 6–4                              |
| 2015 | Kei Nishikori                         | John Isner                            | 4–6, 6–4, 6–4                         |
| 2016 | Gaël Monfils                          | Ivo Karlović                          | 5–7, 7–6(6), 6–4                      |
| 2017 | Alexander Zverev (1)                  | Kevin Anderson                        | 6–4, 6–4                              |
| 2018 | Alexander Zverev (2)                  | Alex de Minaur                        | 6–2, 6–4                              |
| 2019 | Nick Kyrgios (1)                      | Daniil Medvedev                       | 7–6(6), 7–6(4)                        |
| 2020 | Annullato per pandemia di Coronavirus | Annullato per pandemia di Coronavirus | Annullato per pandemia di Coronavirus |
| 2021 | Jannik Sinner                         | Mackenzie McDonald                    | 7–5, 4–6, 7–5                         |
| 2022 | Nick Kyrgios (2)                      | Yoshihito Nishioka                    | 6–4, 6–3                              |
| 2023 | Daniel Evans                          | Tallon Griekspoor                     | 7–5, 6–3                              |
| 2024 | Sebastian Korda                       | Flavio Cobolli                        | 4–6, 6–2, 6–0                         |
| 2025 | Alex de Minaur                        | Alejandro Davidovich Fokina           | 5–7, 6–1, 7–6(3)                      |

#### Doppio
| Anno | Vincitori                              | Avversari                             | Punteggio                             |
| ---- | -------------------------------------- | ------------------------------------- | ------------------------------------- |
| 1970 | Bob Hewitt (1) Frew McMillan           | Ilie Năstase Ion Țiriac               | 7–5, 6–0                              |
| 1971 | Tom Okker (1) Marty Riessen (1)        | Bob Carmichael Ray Ruffels            | 7–6, 6–2                              |
| 1972 | Tom Okker (2) Marty Riessen (2)        | John Newcombe Tony Roche              | 3–6, 6–3, 6–2                         |
| 1973 | Ross Case Geoff Masters                | Dick Crealy Andrew Pattison           | 2–6, 6–1, 6–4                         |
| 1974 | Tom Gorman Marty Riessen (3)           | Patricio Cornejo Jaime Fillol         | 7–5, 6–1                              |
| 1975 | Robert Lutz Stan Smith                 | Brian Gottfried Raúl Ramírez          | 7–5, 2–6, 6–1                         |
| 1976 | Brian Gottfried Raúl Ramírez           | Arthur Ashe Jimmy Connors             | 6–3, 6–3                              |
| 1977 | John Alexander Phil Dent               | Fred McNair Sherwood Stewart          | 7–5, 7–5                              |
| 1978 | Arthur Ashe Bob Hewitt (2)             | Fred McNair Raúl Ramírez              | 6–3, 6–4                              |
| 1979 | Marty Riessen (4) Sherwood Stewart     | Brian Gottfried Raúl Ramírez          | 2–6, 6–3, 6–4                         |
| 1980 | Hans Gildemeister (1) Andrés Gómez (2) | Gene Mayer Sandy Mayer                | 6–4, 7–5                              |
| 1981 | Raúl Ramírez (1) Van Winitsky (1)      | Pavel Složil Ferdi Taygan             | 5–7, 7–6, 7–6                         |
| 1982 | Raúl Ramírez (2) Van Winitsky (2)      | Hans Gildemeister Andrés Gómez        | 7–5, 7–6                              |
| 1983 | Mark Dickson Cássio Motta              | Paul McNamee Ferdi Taygan             | 6–2, 1–6, 6–4                         |
| 1984 | Pavel Složil Ferdi Taygan              | Drew Gitlin Blaine Willenborg         | 7–6, 6–1                              |
| 1985 | Hans Gildemeister (2) Víctor Pecci     | David Graham Balázs Taróczy           | 6–3, 1–6, 6–4                         |
| 1986 | Hans Gildemeister (3) Andrés Gómez (3) | Ricardo Acioly César Kist             | 6–3, 7–5                              |
| 1987 | Gary Donnelly Peter Fleming            | Laurie Warder Blaine Willenborg       | 6–2, 7–6                              |
| 1988 | Rick Leach (1) Jim Pugh                | Jorge Lozano Todd Witsken             | 6–3, 6–7, 6–2                         |
| 1989 | Neil Broad Gary Muller                 | Jim Grabb Patrick McEnroe             | 6–7, 7–6, 6–4                         |
| 1990 | Grant Connell (1) Glenn Michibata      | Jorge Lozano Todd Witsken             | 6–3, 6–7, 6–2                         |
| 1991 | Scott Davis (1) David Pate             | Ken Flach Robert Seguso               | 6–4, 6–2                              |
| 1992 | Bret Garnett Jared Palmer (1)          | Ken Flach Todd Witsken                | 6–2, 6–3                              |
| 1993 | Byron Black (1) Rick Leach (2)         | Grant Connell Patrick Galbraith       | 6–4, 7–5                              |
| 1994 | Grant Connell (2) Patrick Galbraith    | Jonas Björkman Jakob Hlasek           | 6–4, 4–6, 6–3                         |
| 1995 | Olivier Delaître Jeff Tarango          | Petr Korda Cyril Suk                  | 1–6, 6–3, 6–2                         |
| 1996 | Grant Connell (3) Scott Davis (2)      | Doug Flach Chris Woodruff             | 7–6, 3–6, 6–3                         |
| 1997 | Luke Jensen Murphy Jensen              | Neville Godwin Fernon Wibier          | 6–4, 6–4                              |
| 1998 | Grant Stafford Kevin Ullyett (1)       | Wayne Ferreira Patrick Galbraith      | 6–2, 6–4                              |
| 1999 | Justin Gimelstob Sébastien Lareau      | David Adams John-Laffnie de Jager     | 7–5, 6(2)–7, 6–3                      |
| 2000 | Alex O'Brien Jared Palmer (2)          | Andre Agassi Sargis Sargsian          | 7–5, 6–1                              |
| 2001 | Martin Damm David Prinosil             | Bob Bryan Mike Bryan                  | 7–6(5), 6–3                           |
| 2002 | Wayne Black (2) Kevin Ullyett (2)      | Bob Bryan Mike Bryan                  | 3–6, 6–3, 7–5                         |
| 2003 | Evgenij Kafel'nikov Sargis Sargsian    | Chris Haggard Paul Hanley             | 7–5, 4–6, 6–2                         |
| 2004 | Chris Haggard Robbie Koenig            | Travis Parrott Dmitrij Tursunov       | 7–6(3), 6–1                           |
| 2005 | Bob Bryan (1) Mike Bryan (1)           | Wayne Black Kevin Ullyett             | 6–4, 6–2                              |
| 2006 | Bob Bryan (2) Mike Bryan (2)           | Paul Hanley Kevin Ullyett             | 6–3, 5–7, [10–3]                      |
| 2007 | Bob Bryan (3) Mike Bryan (3)           | Jonathan Erlich Andy Ram              | 7–6(5), 3–6, [10–7]                   |
| 2008 | Marc Gicquel Robert Lindstedt (1)      | Bruno Soares Kevin Ullyett            | 7–6(6), 6–3                           |
| 2009 | Martin Damm Robert Lindstedt (2)       | Mariusz Fyrstenberg Marcin Matkowski  | 7–5, 7–6(3)                           |
| 2010 | Mardy Fish Mark Knowles                | Tomáš Berdych Radek Štěpánek          | 4–6, 7–6(7), [10–7]                   |
| 2011 | Michaël Llodra Nenad Zimonjić (1)      | Robert Lindstedt Horia Tecău          | 6(3)–7, 7–6(6), [10–7]                |
| 2012 | Treat Conrad Huey Dominic Inglot       | Kevin Anderson Sam Querrey            | 7–6(7), 6(9)–7, [10–5]                |
| 2013 | Julien Benneteau Nenad Zimonjić (2)    | Mardy Fish Radek Štěpánek             | 7–6(5), 7–5                           |
| 2014 | Jean-Julien Rojer Horia Tecău          | Samuel Groth Leander Paes             | 7–5, 6–4                              |
| 2015 | Bob Bryan (4) Mike Bryan (4)           | Ivan Dodig Marcelo Melo               | 6–4, 6–2                              |
| 2016 | Daniel Nestor Édouard Roger-Vasselin   | Łukasz Kubot Alexander Peya           | 7–6(3), 7–6(4)                        |
| 2017 | Henri Kontinen John Peers              | Łukasz Kubot Marcelo Melo             | 7–6(5), 6–4                           |
| 2018 | Jamie Murray Bruno Soares              | Mike Bryan Édouard Roger-Vasselin     | 3–6, 6–3, [10–4]                      |
| 2019 | Raven Klaasen (1) Michael Venus        | Jean-Julien Rojer Horia Tecău         | 3–6, 6–3, [10–2]                      |
| 2020 | Annullato per pandemia di Coronavirus  | Annullato per pandemia di Coronavirus | Annullato per pandemia di Coronavirus |
| 2021 | Raven Klaasen (2) Ben McLachlan        | Neal Skupski Michael Venus            | 7–6(4), 6–4                           |
| 2022 | Nick Kyrgios Jack Sock                 | Ivan Dodig Austin Krajicek            | 7–5, 6–4                              |
| 2023 | Máximo González Andrés Molteni         | Mackenzie McDonald Ben Shelton        | 6(4)–7, 6–2, [10–6]                   |
| 2024 | Nathaniel Lammons Jackson Withrow      | Rafael Matos Marcelo Melo             | 7–5, 6–3                              |
| 2025 | Simone Bolelli Andrea Vavassori        | Hugo Nys Édouard Roger-Vasselin       | 6–3, 6–4                              |

### Donne

#### Singolare
| Anno | Categoria                             | Campionessa                           | Finalista                             | Punteggio                             |
| ---- | ------------------------------------- | ------------------------------------- | ------------------------------------- | ------------------------------------- |
| 2011 | International                         | Nadia Petrova                         | Shahar Peer                           | 7–5, 6–2                              |
| 2012 | International                         | Magdaléna Rybáriková (1)              | Anastasija Pavljučenkova              | 6–1, 6–1                              |
| 2013 | International                         | Magdaléna Rybáriková (2)              | Andrea Petković                       | 6–4, 7–6(2)                           |
| 2014 | International                         | Svetlana Kuznecova (1)                | Kurumi Nara                           | 6–3, 4–6, 6–4                         |
| 2015 | International                         | Sloane Stephens                       | Anastasija Pavljučenkova              | 6–1, 6–2                              |
| 2016 | International                         | Yanina Wickmayer                      | Lauren Davis                          | 6–4, 6–2                              |
| 2017 | International                         | Ekaterina Makarova                    | Julia Görges                          | 3–6, 7–6(2), 6–0                      |
| 2018 | International                         | Svetlana Kuznecova (2)                | Donna Vekić                           | 4–6, 7–6(7), 6–2                      |
| 2019 | International                         | Jessica Pegula                        | Camila Giorgi                         | 6–2, 6–2                              |
| 2020 | Annullato per pandemia di Coronavirus | Annullato per pandemia di Coronavirus | Annullato per pandemia di Coronavirus | Annullato per pandemia di Coronavirus |
| 2021 | Non disputato                         | Non disputato                         | Non disputato                         | Non disputato                         |
| 2022 | WTA 250                               | Ljudmila Samsonova                    | Kaia Kanepi                           | 4–6, 6–3, 6–3                         |
| 2023 | WTA 500                               | Coco Gauff                            | Maria Sakkarī                         | 6–2, 6–3                              |
| 2024 | WTA 500                               | Paula Badosa                          | Marie Bouzková                        | 6–1, 4–6, 6–4                         |
| 2025 | WTA 500                               | Leylah Fernandez                      | Anna Kalinskaja                       | 6-1, 6-2                              |

#### Doppio
| Anno | Categoria                             | Campionesse                           | Finaliste                             | Punteggio                             |
| ---- | ------------------------------------- | ------------------------------------- | ------------------------------------- | ------------------------------------- |
| 2011 | International                         | Sania Mirza Jaroslava Švedova         | Ol'ga Govorcova Alla Kudrjavceva      | 6–3, 6–3                              |
| 2012 | International                         | Shūko Aoyama (1) Chang Kai-chen       | Irina Falconi Chanelle Scheepers      | 7–5, 6–2                              |
| 2013 | International                         | Shūko Aoyama (2) Vera Duševina        | Eugenie Bouchard Taylor Townsend      | 6–3, 6–3                              |
| 2014 | International                         | Shūko Aoyama (3) Gabriela Dabrowski   | Hiroko Kuwata Kurumi Nara             | 6–1, 6–2                              |
| 2015 | International                         | Belinda Bencic Kristina Mladenovic    | Lara Arruabarrena Andreja Klepač      | 7–5, 7–6(7)                           |
| 2016 | International                         | Monica Niculescu Yanina Wickmayer     | Shūko Aoyama Risa Ozaki               | 6–4, 6–3                              |
| 2017 | International                         | Shūko Aoyama (4) Renata Voráčová      | Eugenie Bouchard Sloane Stephens      | 6–3, 6–2                              |
| 2018 | International                         | Han Xinyun Darija Jurak               | Alexa Guarachi Erin Routliffe         | 6–3, 6–2                              |
| 2019 | International                         | Cori Gauff Caty McNally               | Maria Sanchez Fanny Stollár           | 6–2, 6–2                              |
| 2020 | Annullato per pandemia di Coronavirus | Annullato per pandemia di Coronavirus | Annullato per pandemia di Coronavirus | Annullato per pandemia di Coronavirus |
| 2021 | Non disputato                         | Non disputato                         | Non disputato                         | Non disputato                         |
| 2022 | WTA 250                               | Jessica Pegula Erin Routliffe         | Anna Kalinskaja Caty McNally          | 6–3, 5–7, [12–10]                     |
| 2023 | WTA 500                               | Laura Siegemund Vera Zvonarëva        | Alexa Guarachi Monica Niculescu       | 6–4, 6–4                              |
| 2024 | WTA 500                               | Asia Muhammad Taylor Townsend (1)     | Jiang Xinyu Wu Fang-hsien             | 7–6(0), 6–3                           |
| 2025 | WTA 500                               | Taylor Townsend (2) Zhang Shuai       | Caroline Dolehide Sofia Kenin         | 6-1, 6-1                              |